# Anolbanolis
Anolbanolis — це вимерлий рід ігуанових ящірок, які мешкали в басейні Бігхорн, Вайомінг, у ранньому еоцені. Типовий вид A. banalis був названий палеонтологом Крістером Смітом у 2009 році на основі колекції ізольованих фрагментів черепа, знайдених у шарі формації Вілвуд, яка датується коротким періодом глобального потепління, званим палеоцен-еоценовим тепловим максимумом (PETM) близько 56 мільйонів років тому. Назва роду Anolbanolis означає «бідний аноліс» від грецького anolbos («бідний, жалюгідний»), а назва Anolis — це посилання на уривчасту природу відомого викопного матеріалу та його велику схожість з ящірками роду Anolis. Сміт припустив, що Anolbanolis може бути близьким родичем Anolis чи Polychrus, які сьогодні поширені в Центральній і Південній Америці, але не зустрічаються так далеко на півночі, як Вайомінг, відповідаючи ідеї, що басейн Бігхорн був теплішим і вологішим в еоцені, ніж зараз. За словами Сміта, назва виду banalis є посиланням на те, що це «банальна» ящірка у Вілвуді, яка «досить поширена в місцевості типу». У 2011 році Сміт назвав другий вид Anolbanolis, A. geminus, який жив у басейні Бігхорн незабаром після PETM і був приблизно на 50 відсотків більшим за A. banalis. На підставі особливостей A. geminus Сміт дійшов висновку, що Anolbanolis є більш близьким до Anolis, ніж до Polichrus.